# Segunda Liga de 2014–15
A Segunda Liga de 2014–15, foi a 25ª edição da Segunda Liga.
Um total de 24 equipas disputou esta edição, após o alargamento no final da época anterior.
O Atlético ficou na Segunda Liga de 2014-2015 após ter sido convidado pela Liga Portuguesa de Futebol Profissional (LPFP) devido ao alargamento da Primeira Liga de 2014–15 a 18 clubes, em função da reintegração do Boavista, e da Segunda Liga de 2014–15 a 24, e à impossibilidade de ser promovido um quarto clube do Campeonato Nacional de Seniores de 2013–14.
No final da época o Beira-Mar acabou por ser despromovido administrativamente, por não conseguir reunir os requisitos para se candidatar às competições profissionais da Liga, tendo sido o Atlético CP convidado a ocupar a sua vaga.

## Participantes
| Clube                | Cidade               | Estádio                                        | Lotação | 2013–14             | Treinador            |
| -------------------- | -------------------- | ---------------------------------------------- | ------- | ------------------- | -------------------- |
| Académico de Viseu   | Viseu                | Estádio Municipal do Fontelo                   | 12,000  | 11º                 | Domingos Costa       |
| Atlético de Portugal | Lisboa               | Estádio da Tapadinha                           | 15,000  | 22º                 | Rui Ferreira         |
| Beira-Mar            | Aveiro               | Estádio Municipal de Aveiro                    | 30,127  | 12º                 | Jorge Neves          |
| Benfica B            | Lisboa               | Benfica Campus                                 | 2,644   | 5º                  |                      |
| Braga B              | Braga                | Estádio 1º de Maio                             | 30,000  | 20º                 | Fernando Pereira     |
| Desportivo das Aves  | Vila das Aves        | Estádio do Clube Desportivo das Aves           | 10,250  | 4º                  | Fernando Valente     |
| Chaves               | Chaves               | Estádio Municipal Eng.º Manuel Branco Teixeira | 12,000  | 8º                  | Luís Norton de Matos |
| Farense              | Faro                 | Estádio de São Luís                            | 15,000  | 10º                 | Antero Afonso        |
| Feirense             | Santa Maria da Feira | Estádio Marcolino de Castro                    | 4,667   | 14º                 | Pedro Miguel         |
| Freamunde            | Freamunde            | Complexo Desportivo do SC Freamunde            | 4,000   | 1º (CN Seniores)    | Filó                 |
| Leixões              | Matosinhos           | Estádio do Mar                                 | 16,035  | 17º                 | Horácio Gonçalves    |
| Marítimo B           | Funchal              | Campo da Imaculada Conceição                   | 3,000   | 21º                 | Carlos Graça         |
| Olhanense            | Olhão                | Estádio José Arcanjo                           | 11,622  | 16º (Primeira Liga) | António Conceição    |
| Oliveirense          | Oliveira de Azeméis  | Estádio Carlos Osório                          | 9,100   | 18º                 | Artur Marques        |
| Oriental             | Lisboa               | Estádio Eng.º Carlos Salema                    | 8,500   | 2º (CN Seniores)    | João Barbosa         |
| Portimonense         | Portimão             | Estádio Municipal de Portimão                  | 9,544   | 7º                  | Vítor Maçãs          |
| Porto B              | Porto                | Estádio Dr. Jorge Sampaio                      | 8,500   | 2º                  | Luís Castro          |
| Santa Clara          | Ponta Delgada        | Estádio de São Miguel                          | 13,277  | 15º                 | Cláudio Braga        |
| Sporting B           | Lisboa               | Estádio Aurélio Pereira-Alcochete              | 1,000   | 6º                  | Francisco Barão      |
| Sporting da Covilhã  | Covilhã              | Estádio Municipal José dos Santos Pinto        | 3,000   | 16º                 | Francisco Chaló      |
| Tondela              | Tondela              | Estádio João Cardoso                           | 2,600   | 9º                  | Carlos Pinto         |
| Trofense             | Trofa                | Estádio do Clube Desportivo Trofense           | 3,164   | 19º                 | Porfírio Amorim      |
| União da Madeira     | Funchal              | Estádio da Madeira                             | 3,000   | 13º                 | Vítor Oliveira       |
| V. Guimarães B       | Guimarães            | Estádio D. Afonso Henriques                    | 30,165  | 3º (CN Seniores)    | Armando Evangelista  |

## Tabela classificativa
| #  | Equipa               | J  | V  | E  | D  | GP | GC | SG  | Pts | Classificação                                             |
| -- | -------------------- | -- | -- | -- | -- | -- | -- | --- | --- | --------------------------------------------------------- |
| 1  | Tondela              | 46 | 21 | 18 | 7  | 67 | 51 | +16 | 81  | Promovido à Primeira Liga de 2015–16                      |
| 2  | União da Madeira     | 46 | 22 | 14 | 10 | 69 | 39 | +30 | 80  | Promovido à Primeira Liga de 2015–16                      |
| 3  | Desportivo de Chaves | 46 | 20 | 20 | 6  | 68 | 45 | +23 | 80  |                                                           |
| 4  | Sporting da Covilhã  | 46 | 23 | 11 | 12 | 78 | 46 | +32 | 80  |                                                           |
| 5  | Sporting CP B        | 46 | 22 | 12 | 12 | 66 | 57 | +9  | 78  |                                                           |
| 6  | Benfica B            | 46 | 22 | 11 | 13 | 81 | 60 | +21 | 77  |                                                           |
| 7  | Feirense             | 46 | 21 | 12 | 13 | 61 | 51 | +10 | 75  |                                                           |
| 8  | Freamunde            | 46 | 18 | 17 | 11 | 48 | 32 | +16 | 71  |                                                           |
| 9  | V. Guimarães B       | 46 | 19 | 8  | 19 | 71 | 57 | +14 | 65  |                                                           |
| 10 | Beira-Mar            | 46 | 16 | 15 | 15 | 55 | 48 | +7  | 63  | Despromoção administrativa                                |
| 11 | Farense              | 46 | 16 | 14 | 16 | 51 | 54 | −3  | 62  |                                                           |
| 12 | Académico de Viseu   | 46 | 17 | 11 | 18 | 55 | 56 | −1  | 62  |                                                           |
| 13 | Porto B              | 46 | 17 | 10 | 19 | 66 | 64 | +2  | 61  |                                                           |
| 14 | Portimonense         | 46 | 15 | 15 | 16 | 56 | 62 | −6  | 60  |                                                           |
| 15 | Oriental             | 46 | 15 | 13 | 18 | 47 | 59 | −12 | 58  |                                                           |
| 16 | Olhanense            | 46 | 13 | 16 | 17 | 51 | 56 | −5  | 55  |                                                           |
| 17 | Oliveirense          | 46 | 14 | 13 | 19 | 50 | 67 | −17 | 55  |                                                           |
| 18 | Desportivo das Aves  | 46 | 12 | 17 | 17 | 52 | 58 | −6  | 53  |                                                           |
| 19 | Santa Clara          | 46 | 10 | 21 | 15 | 33 | 42 | −9  | 51  |                                                           |
| 20 | Leixões              | 46 | 13 | 11 | 22 | 53 | 67 | −14 | 50  |                                                           |
| 21 | Sp.Braga B           | 46 | 12 | 15 | 19 | 48 | 62 | −14 | 51  |                                                           |
| 22 | Atlético CP          | 46 | 11 | 14 | 21 | 56 | 70 | −14 | 47  | Manteve-se pelo castigo aplicado ao Beira-Mar             |
| 23 | Marítimo B           | 46 | 10 | 11 | 25 | 37 | 67 | −30 | 41  | Rebaixado para Campeonato Nacional de Seniores de 2015–16 |
| 24 | Trofense             | 46 | 9  | 9  | 28 | 35 | 81 | −46 | 36  | Rebaixado para Campeonato Nacional de Seniores de 2015–16 |

### Resultados
| Casa / Fora[1]         | VIS | ATL | BM  | BEN | BRA | CHA | AVE | FAR | FEI | FRE | LEI | MAR | OLI | OLH | ORI | PTM | PRT | SAN | SPO | SCV | TON | TRO | UdM | VGM |
| Académico de Viseu     |     | 0–1 | 0–0 | 2–0 | 1–1 | 1–1 | 3–0 | 1–0 | 0–1 | 1–2 | 2–1 | 3–0 | 1–0 | 1–0 | 4–0 | 1–0 | 0–0 | 3–0 | 0–3 | 0–1 | 1–0 | 2–0 | 0–2 | 2–0 |
| Atlético CP            | 0–1 |     | 1–1 | 2–3 | 1–1 | 2–2 | 3–0 | 1–1 | 1–3 | 1–1 | 2–1 | 2–2 | 1–2 | 3–2 | 0–1 | 1–2 | 2–1 | 2–1 | 5–0 | 2–1 | 1–2 | 0–3 | 1–1 | 2–0 |
| Beira-Mar              | 1–1 | 2–2 |     | 1–2 | 1–0 | 1–1 | 1–0 | 1–0 | 1–2 | 1–1 | 0–0 | 2–1 | 2–4 | 0–1 | 1–0 | 1–3 | 0–2 | 0–0 | 2–1 | 1–1 | 1–1 | 3–0 | 1–2 | 1–0 |
| Benfica B              | 4–0 | 2–2 | 1–2 |     | 1–0 | 2–2 | 2–1 | 2–0 | 0–1 | 1–1 | 1–2 | 3–0 | 4–1 | 5–1 | 3–0 | 4–1 | 3–2 | 1–1 | 0–0 | 3–1 | 0–2 | 3–2 | 1–3 | 2–1 |
| Braga B                | 2–1 | 4–2 | 0–3 | 3–2 |     | 2–3 | 2–0 | 0–0 | 1–3 | 0–3 | 3–0 | 1–0 | 1–0 | 2–0 | 1–0 | 0–2 | 2–2 | 0–0 | 2–3 | 1–2 | 1–2 | 1–2 | 0–3 | 1–1 |
| Chaves                 | 1–1 | 1–0 | 3–0 | 0–0 | 2–1 |     | 2–0 | 1–0 | 2–0 | 1–1 | 1–0 | 2–0 | 2–0 | 1–1 | 1–1 | 1–2 | 0–0 | 3–1 | 3–2 | 1–0 | 1–1 | 6–0 | 0–3 | 2–0 |
| Desportivo das Aves    | 2–3 | 1–1 | 1–0 | 3–3 | 1–1 | 2–3 |     | 2–0 | 2–1 | 1–1 | 3–2 | 2–1 | 0–0 | 0–0 | 1–0 | 0–0 | 0–3 | 1–1 | 4–0 | 1–1 | 0–1 | 3–0 | 1–1 | 2–1 |
| Farense                | 3–0 | 2–0 | 1–0 | 0–3 | 1–1 | 0–1 | 2–2 |     | 4–1 | 2–1 | 3–0 | 1–1 | 3–3 | 2–2 | 1–0 | 1–0 | 1–0 | 0–1 | 1–0 | 1–0 | 1–2 | 1–1 | 0–5 | 1–1 |
| Feirense               | 3–0 | 2–1 | 1–2 | 2–2 | 3–1 | 1–1 | 1–0 | 1–1 |     | 0–0 | 2–1 | 1–0 | 2–2 | 2–2 | 1–0 | 2–1 | 1–2 | 2–1 | 2–0 | 2–1 | 0–0 | 2–0 | 1–1 | 1–2 |
| Freamunde              | 1–3 | 1–0 | 0–0 | 2–0 | 1–0 | 1–1 | 1–1 | 0–0 | 2–0 |     | 2–0 | 0–1 | 3–0 | 0–2 | 3–0 | 0–0 | 0–2 | 0–0 | 0–0 | 0–1 | 1–1 | 3–0 | 0–0 | 2–0 |
| Leixões                | 1–0 | 3–0 | 1–2 | 2–1 | 0–0 | 1–2 | 2–1 | 1–3 | 3–1 | 0–1 |     | 3–0 | 4–1 | 2–1 | 1–2 | 1–0 | 2–3 | 0–0 | 0–0 | 3–3 | 1–1 | 2–1 | 2–1 | 0–1 |
| Marítimo B             | 1–0 | 2–5 | 1–3 | 2–0 | 0–1 | 1–1 | 0–2 | 0–1 | 0–1 | 1–0 | 1–1 |     | 0–0 | 1–0 | 2–3 | 1–0 | 0–0 | 0–1 | 2–1 | 2–1 | 2–3 | 0–0 | 1–2 | 3–2 |
| Oliveirense            | 3–3 | 1–0 | 0–0 | 0–1 | 2–1 | 2–1 | 1–1 | 2–2 | 0–1 | 1–2 | 1–0 | 1–1 |     | 1–3 | 0–1 | 2–4 | 1–0 | 1–0 | 1–2 | 2–1 | 1–0 | 3–1 | 2–2 | 1–0 |
| Olhanense              | 0–0 | 1–1 | 0–0 | 1–2 | 0–1 | 3–0 | 2–3 | 1–3 | 0–0 | 1–0 | 2–0 | 3–0 | 2–1 |     | 1–1 | 2–0 | 2–2 | 0–0 | 0–1 | 0–0 | 3–1 | 1–0 | 0–1 | 1–1 |
| Oriental               | 1–1 | 2–0 | 1–0 | 0–0 | 1–1 | 0–0 | 1–0 | 0–1 | 2–0 | 0–0 | 3–1 | 2–1 | 1–0 | 0–2 |     | 2–2 | 3–0 | 1–0 | 3–4 | 0–2 | 1–1 | 4–0 | 0–3 | 1–0 |
| Portimonense           | 4–2 | 1–2 | 0–3 | 2–2 | 3–2 | 2–1 | 1–1 | 1–1 | 3–2 | 0–2 | 1–1 | 2–2 | 2–1 | 1–1 | 0–0 |     | 2–0 | 1–1 | 0–1 | 1–1 | 1–1 | 2–3 | 1–0 | 0–0 |
| Porto B                | 3–2 | 1–1 | 3–2 | 0–3 | 2–3 | 2–2 | 2–1 | 2–1 | 1–0 | 2–0 | 1–1 | 3–1 | 1–3 | 7–0 | 1–0 | 0–1 |     | 0–1 | 0–1 | 4–0 | 1–1 | 3–2 | 1–1 | 3–0 |
| Santa Clara            | 2–0 | 1–0 | 2–2 | 1–1 | 0–0 | 1–1 | 0–0 | 1–1 | 0–0 | 0–1 | 2–0 | 2–0 | 2–1 | 0–0 | 1–1 | 1–0 | 1–0 |     | 0–1 | 0–2 | 2–2 | 0–0 | 1–2 | 1–3 |
| Sporting CP B          | 2–1 | 2–0 | 3–2 | 0–1 | 0–0 | 1–1 | 3–0 | 5–3 | 2–2 | 0–2 | 3–1 | 1–1 | 0–0 | 2–1 | 4–3 | 0–0 | 2–1 | 3–1 |     | 0–0 | 4–3 | 2–1 | 0–1 | 2–3 |
| Sporting da Covilhã    | 1–1 | 1–0 | 2–0 | 3–0 | 4–0 | 0–3 | 1–0 | 1–0 | 2–2 | 3–1 | 3–0 | 2–1 | 4–1 | 3–3 | 7–1 | 4–0 | 2–1 | 1–1 | 2–0 |     | 4–0 | 2–0 | 1–0 | 2–0 |
| Tondela                | 1–1 | 1–1 | 1–0 | 2–1 | 1–0 | 2–2 | 0–3 | 1–0 | 1–0 | 1–1 | 0–0 | 1–0 | 0–0 | 1–0 | 4–2 | 4–2 | 3–1 | 2–1 | 0–0 | 2–2 |     | 4–0 | 3–1 | 2–3 |
| Trofense               | 2–1 | 2–0 | 0–3 | 0–2 | 1–1 | 0–1 | 2–2 | 0–1 | 0–3 | 2–1 | 0–2 | 1–1 | 0–1 | 0–1 | 1–0 | 1–2 | 2–0 | 0–0 | 1–1 | 1–0 | 2–2 |     | 1–1 | 1–5 |
| União da Madeira       | 4–2 | 2–2 | 0–0 | 2–3 | 1–1 | 1–1 | 1–1 | 3–0 | 0–2 | 1–2 | 3–1 | 2–0 | 0–0 | 1–0 | 0–0 | 0–1 | 5–1 | 1–0 | 0–1 | 2–1 | 1–2 | 1–0 |     | 1–0 |
| Vitória de Guimarães B | 1–2 | 4–0 | 1–2 | 4–1 | 1–1 | 3–0 | 1–0 | 2–0 | 3–0 | 0–1 | 3–3 | 0–0 | 5–0 | 3–2 | 2–2 | 3–2 | 3–0 | 2–0 | 1–3 | 2–1 | 1–2 | 2–0 | 0–1 |     |

Última atualização em 24 Maio 2015.
Fonte: Segunda Liga
1O time da casa (mandante) está listado na coluna da esquerda.
Cores:      Azul = time da casa vence;      Amarelo = empate;      Vermelho = time visitante vence.
For coming matches, an a indicates there is an article about the match.